# Ardisia purpureovillosa
Ardisia purpureovillosa är en viveväxtart som beskrevs av Cheng Yih Wu, Amp; C. Chen och C.M. Hu. Ardisia purpureovillosa ingår i släktet Ardisia och familjen viveväxter. Inga underarter finns listade i Catalogue of Life.